# Мааїн
31°36′34″ пн. ш. 35°36′38″ сх. д. / 31.609473° пн. ш. 35.610463° сх. д.
Джерела Мааїн (араб. حمامات معين) — комплекс термальних джерел та водоспадів у Йорданії. Розташований у провінції Мадаба на сході країни поруч з Мертвим морем.
Термальні джерела Мааїн розташовані за 74 км на південь від Амману та за 27 км від Мадаби. Вони лежать на висоті 264 метрів нижче рівня моря. Вода, що нагріває джерела та водоспади, надходить з вершини базальтової гори. Усі 63 джерела мають різну температуру, але подібний хімічний склад: в їхній воді містяться такі важливі речовини, як натрій, кальцій, хлорид, радон, сірководень та вуглекислий газ. В деяких джерелах температура може досягати 63 °C. Водоспади Мааїну, що спускаються з гірських вершин, живлять водизаповіднку Ель-Муджиб.
Завдяки теплому клімату місцевості термальні джерела Мааїну є складовою частиною світового оздоровчого туризму. Туристи відвідують Мааїн задля лікування хронічних захворювань шкіри та серцево-судинної системи, а також для полегшення болю в кістках, суглобах, спині та м'язах.
На території Мааїну розташований п'ятизірковий спа-курорт з оздоровчим центром, що спеціалізується на лікувальних процедурах та масажі.
Журнал Vogue включив Мааїн до списку 23 найкрасивіших природних басейнів і джерел у світі.